# Sankt Lukasgildet
Sankt Lukasgildet (nederlandsk: Sint-Lucasgilde) var navnet på et gilde eller lav af kunstnere og kunsthåndværkere især i Nederlandene. Gildet havde afdelinger i Amsterdam, Antwerpen, Arnhem, Brugge, Delft, Gent, Leiden og Utrecht.
Kunstmalere, glaskunstnere, billedhuggere, gravører, bogtrykkere og kunsthandlere og i begyndelen også vævere og syerske kunne blive medlemmer af gildet. Det sørgede til dels for kvalitetskontrol og uddannelse af unge talenter. Medlemmer skulle opfylde en række betingelser, herunder en lærlingsperiode på seks år – undertiden kunne der slækkes på dette krav hvis de kunne fremvise et værk af stor kunstnerisk kvalitet. Omkring en tredjedel af lavets indkomst blev brugt på understøttelse af dets fattigste medlemmer og deres familier. Alle gildets medlemmer blev indskrevet i medlemsbøger, som i dag vigtig kilder for kunsthistorien.
Navnet på lavet refererer til evangelisten Lukas, som malede et ikon af Jomfru Maria (Sorte Madonna af Częstochowa).

## Historie
Det første afsnit af Sankt Lukasgildet blev grundlagt i Antwerpen den 26. august 1382. Medlemmerne var guld- og sølvsmede, broderiarbejdere, mosaikglaskunstnere, billedhuggere og malere. Lavet bestod både af kunstnere og kunsthåndværkere, hvilket i 18. århundrede førte til konflikt og til slut til opløsning.